# Isotomodes trisetosus
Isotomodes trisetosus är en urinsektsart som beskrevs av Denis 1923. Isotomodes trisetosus ingår i släktet Isotomodes och familjen Isotomidae. Inga underarter finns listade i Catalogue of Life.